# Cemiplimab
Le cemiplimab est un anticorps monoclonal ciblant le PD1 et utilisé dans le traitement de certains cancers.

## Mécanisme d'action
Il s'agit d'un anticorps monoclonal entièrement humain de type G4 (IgG4) qui se lie au récepteur de mort cellulaire programmé-1 (PD-1) et bloque son interaction avec ses ligands PD-L1 et PD-L2. Il potentialise les réponses des cellules T, y compris les réponses anti-tumorales. Il s'agit donc d'un Inhibiteur de point de contrôle PD-1.

## Indications
Il est indiqué en monothérapie pour le traitement de patients adultes atteints d’un carcinome épidermoïde cutané métastatique ou localement avancé qui ne sont pas candidats à une chirurgie curative ni à une radiothérapie curative,. Il est également efficace dans le cadre d'un traitement néoadjuvant dans les formes résecables.
Dans le cancer bronchique non à petites cellules avec PD-L1, il s'avère supérieur, par rapport à une chimiothérapie classique, en termes de durée de rémission.
Il semble aussi bien toléré que les autres anticorps monoclonaux anti PD1.

## Aspects règlementaires
Il est commercialisé par Sanofi sous le nom de Libtayo. Il a obtenu en septembre 2018 une autorisation de commercialisation aux États-Unis comme médicament anticancéreux contre une forme rare de cancer de la peau, le Carcinome spinocellulaire. En juillet 2019, il reçoit une AMM européenne pour le traitement de ce carcinome devenu métastatique ou localement avancé chez des patients non candidats à une chirurgie ou à une radiothérapie à visée curative.
Son utilisation fait l'objet de tests concernant : 
- le myélome multiple (en combinaison avec  l'isatuximab (Sarclisa de Sanofi)[10] ;
- le cancer du poumon, seul ou en combinaison avec l'ipilimumab[11].